# Edgar Degas
Edgar Degas, właśc. Hilaire-Germain-Edgar de Gas, wym. [ilɛʀ ʒɛʁmɛ̃ ɛdɡɑʀ dəˈɡɑ] (ur. 19 lipca 1834 w Paryżu, zm. 27 września 1917 tamże) – francuski malarz i rzeźbiarz impresjonistyczny. Pełna inwencji kompozycja, świetna kreska i umiejętność przedstawiania postaci w ruchu przyczyniły się do uznania go za jednego z największych malarzy końca XIX wieku.

## Życiorys
Urodził się w Paryżu w rodzinie zamożnego bankiera. Studiował pod kierunkiem Louisa Lamothe’a w tamtejszej École des Beaux-Arts (Szkole Sztuk Pięknych). Początkowo pozostawał pod wpływem twórczości Jeana Ingres’a. Malował historyczne i współczesne sceny rodzajowe, konie i sceny sportowe, w czym można zauważyć wpływy Maneta. Znany jest jednak szczególnie z obrazów przedstawiających tańczące kobiety.
Degas bywa zaliczany do impresjonistów, jego prace dążyły jednak często w kierunku realizmu i romantyzmu.
W latach 1872–1873 mieszkał u krewnych w Nowym Orleanie, skąd przywiózł do Francji jedyny obraz sprzedany za jego życia do muzeum.
Gdy w latach 80. Degas zaczął mieć kłopoty z oczami, skłonił się ku rzeźbie i pastelom, jako że te techniki nie wymagały ostrego wzroku. Pierwszy i jedyny raz Degas pokazał swoją rzeźbę na szóstej wystawie impresjonistów w 1881. Była to rzeźba Czternastoletnia tancerka. Po śmierci artysty znaleziono w jego pracowni przeszło siedemdziesiąt rzeźb wykonanych z ciemnego wosku. W 1921 odlewnik Hèbrard wykonał odlewy rzeźb w brązie metodą traconego wosku.
Zmarł w Paryżu. Pochowany jest na Cmentarzu Montmartre.

## Upamiętnienie
- Degas (krater)

## Prace
- Rodzina Bellellich, 1858–1860, olej na płótnie 200 × 250 cm, Musée d’Orsay
- Autoportret, ok. 1863, olej na płótnie 92,5 × 66,5 cm, Calouste Gulbenkian Museum
- Orkiestra Opery Paryskiej, 1869, olej na płótnie 56,5 × 46,2 cm, Musée d’Orsay
- Lekcja tańca, 1874, technika mieszana 54,3 × 73, Metropolitan Museum of Art
- Absynt, 1876, olej na płótnie 92 × 68 cm, Musée d’Orsay
- Koniec arabeski, 1877, Musée d’Orsay[2]
- Portret Edmonda Duranty, 1879
- Primaballerina, 1878
- Błękitne tancerki, 1890, pastel 66 × 67 cm, Musée d’Orsay
- Tancerki, 1896, pastel 55,2 × 41 cm, Cleveland Museum of Art[3]

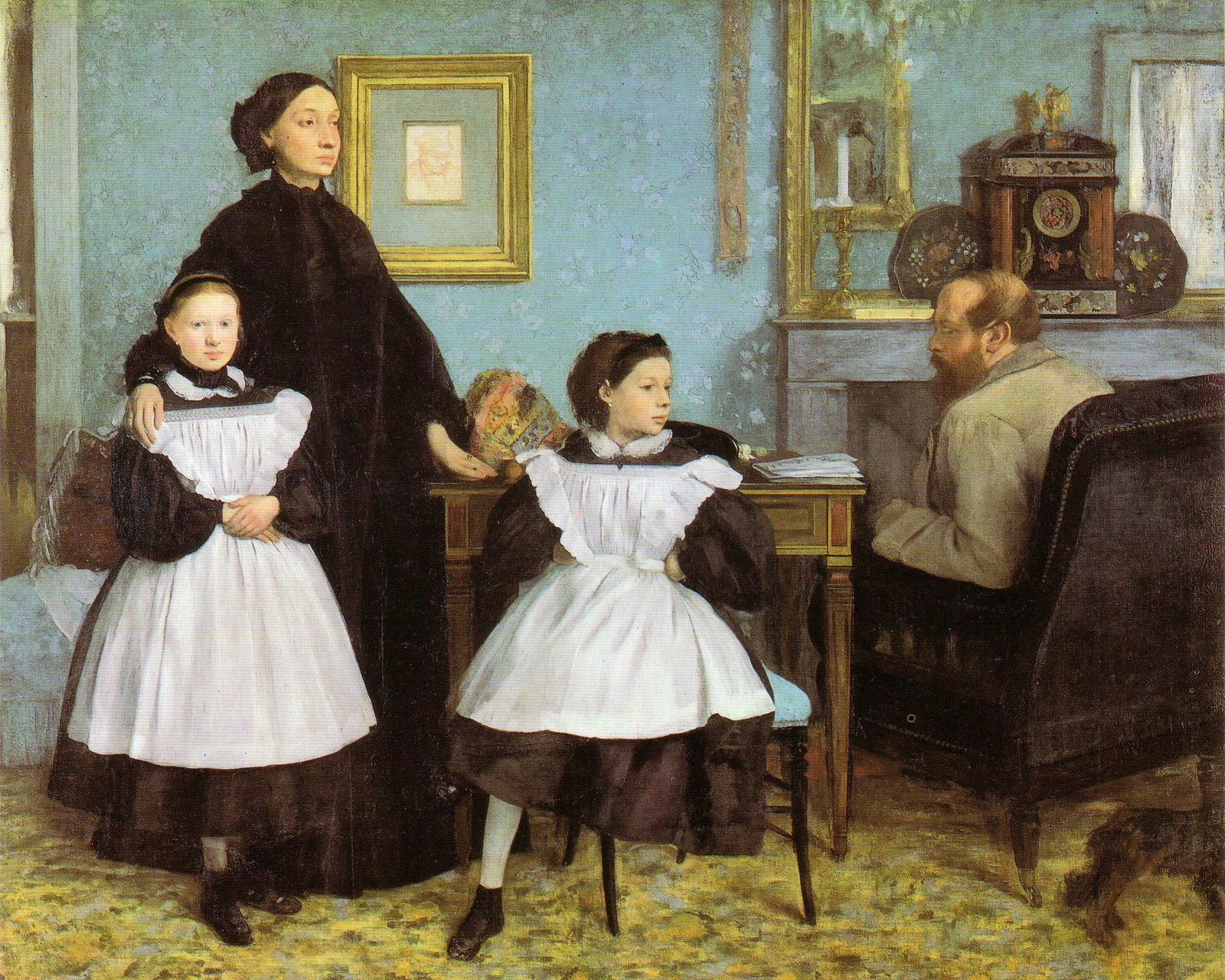
Portret rodziny Bellellich (1858, Musée d’Orsay)
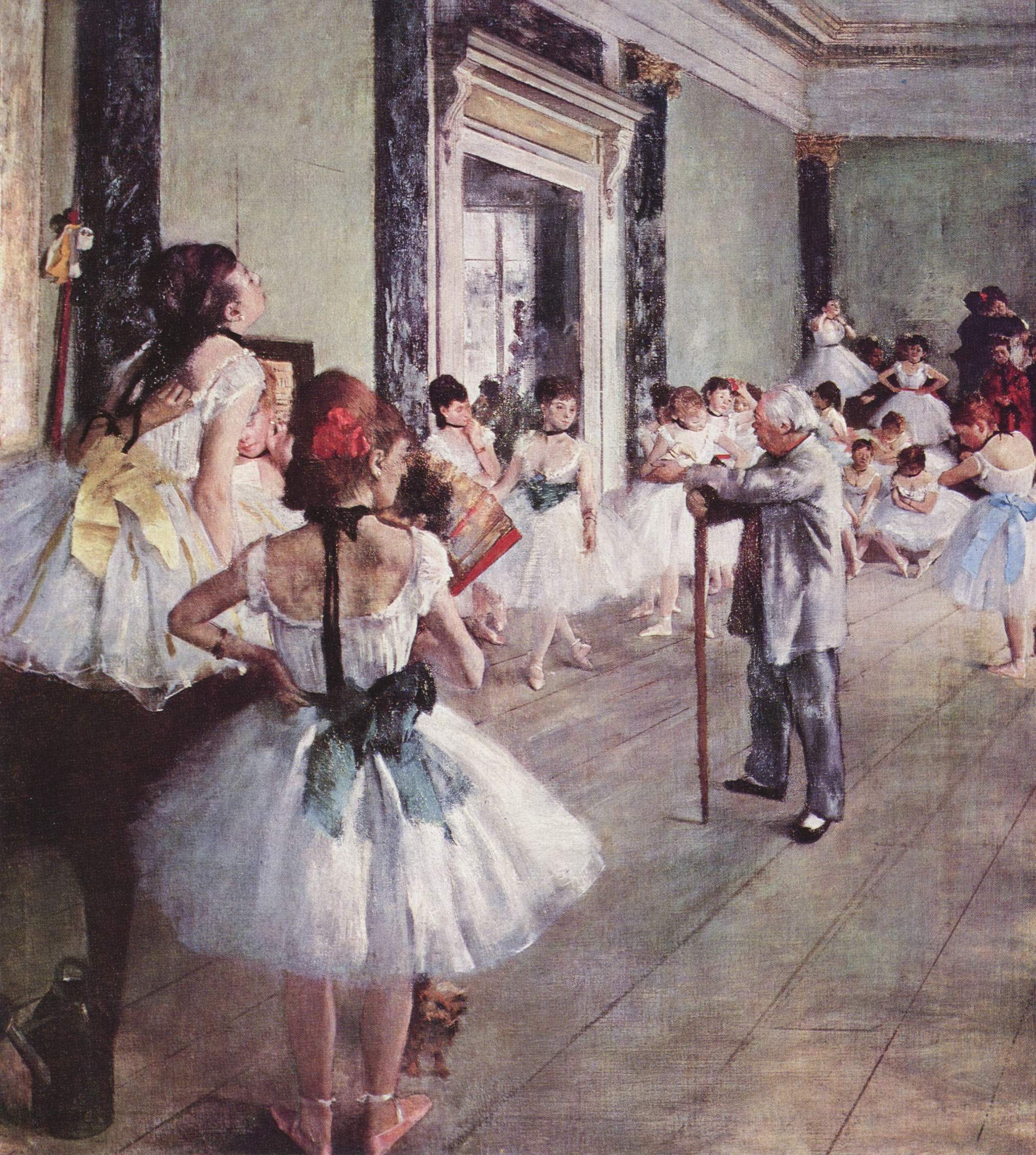
Lekcja tańca (1875, Musée d’Orsay)
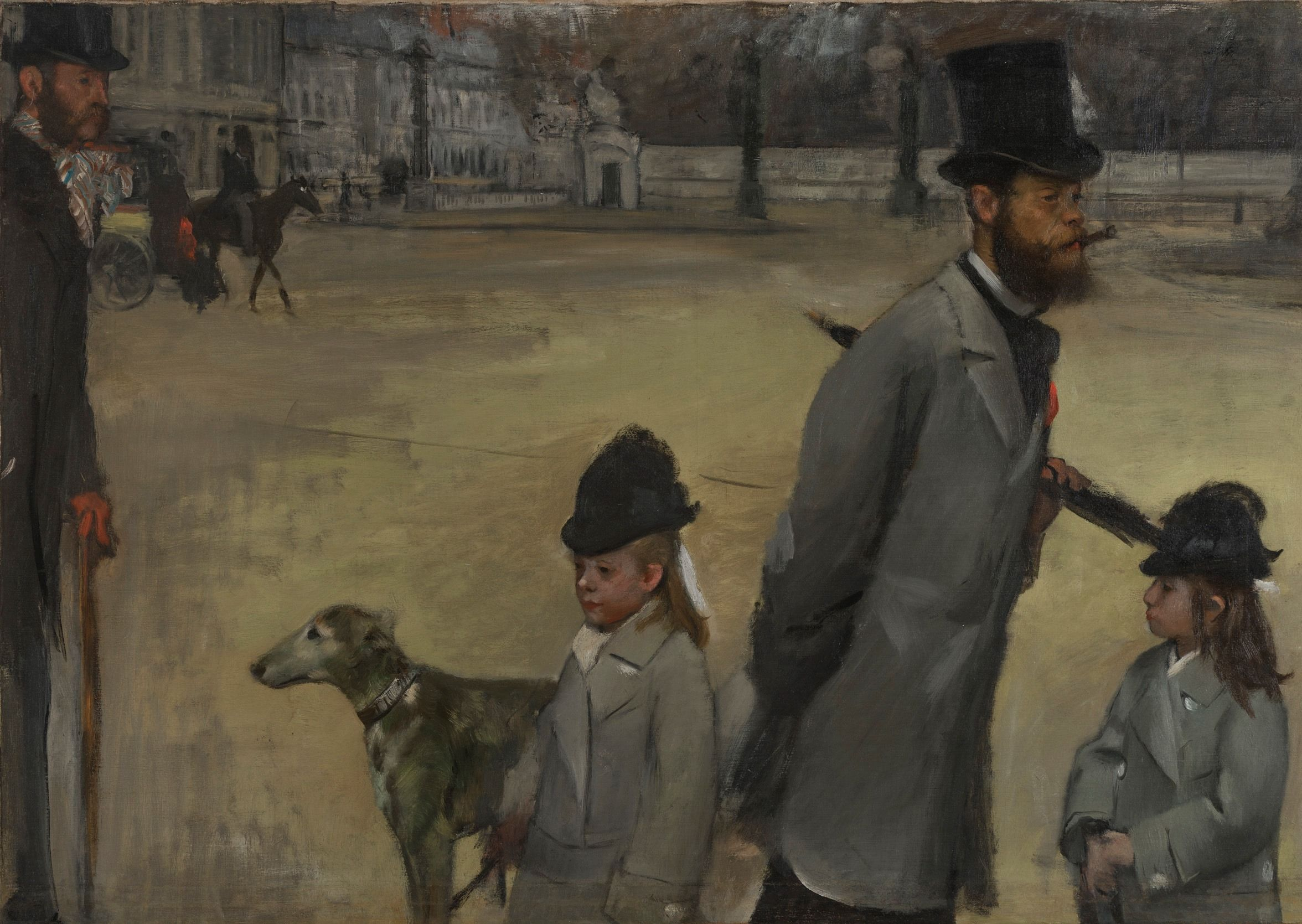
Place de la Concorde (1875, Ermitaż)
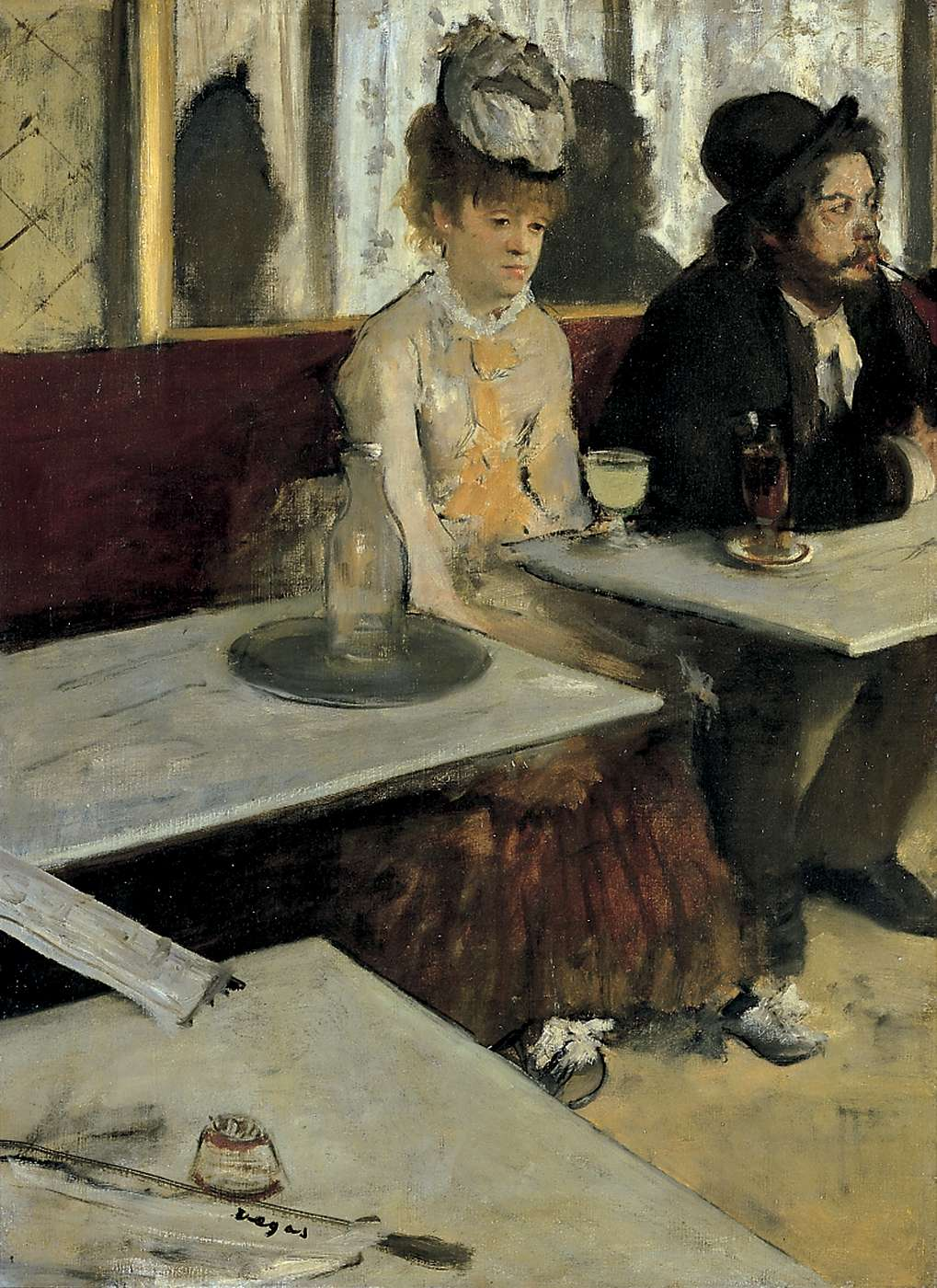
Absynt (1876, Musée d’Orsay)
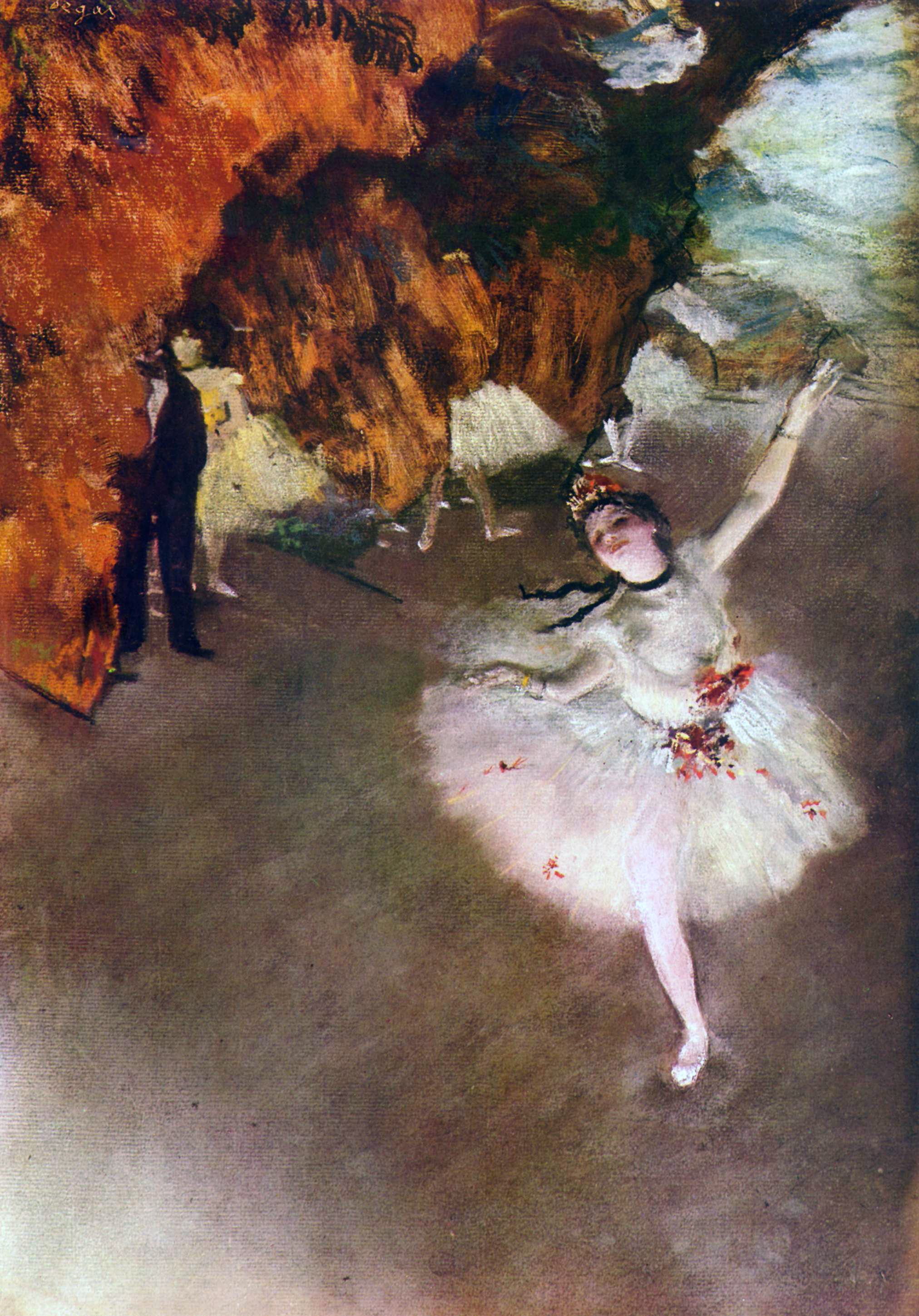
Primaballerina (1877, Musée d’Orsay)
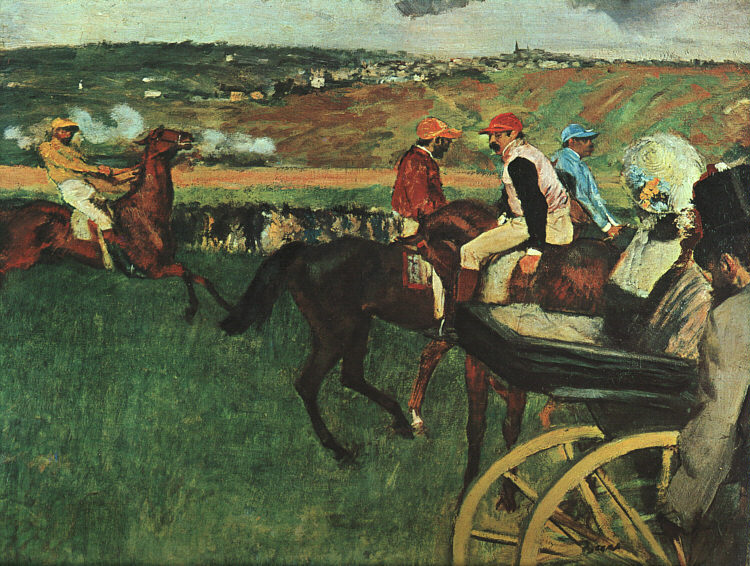
Wyścigi konne lub Jeźdźcy amatorzy (1880, Musée d’Orsay)
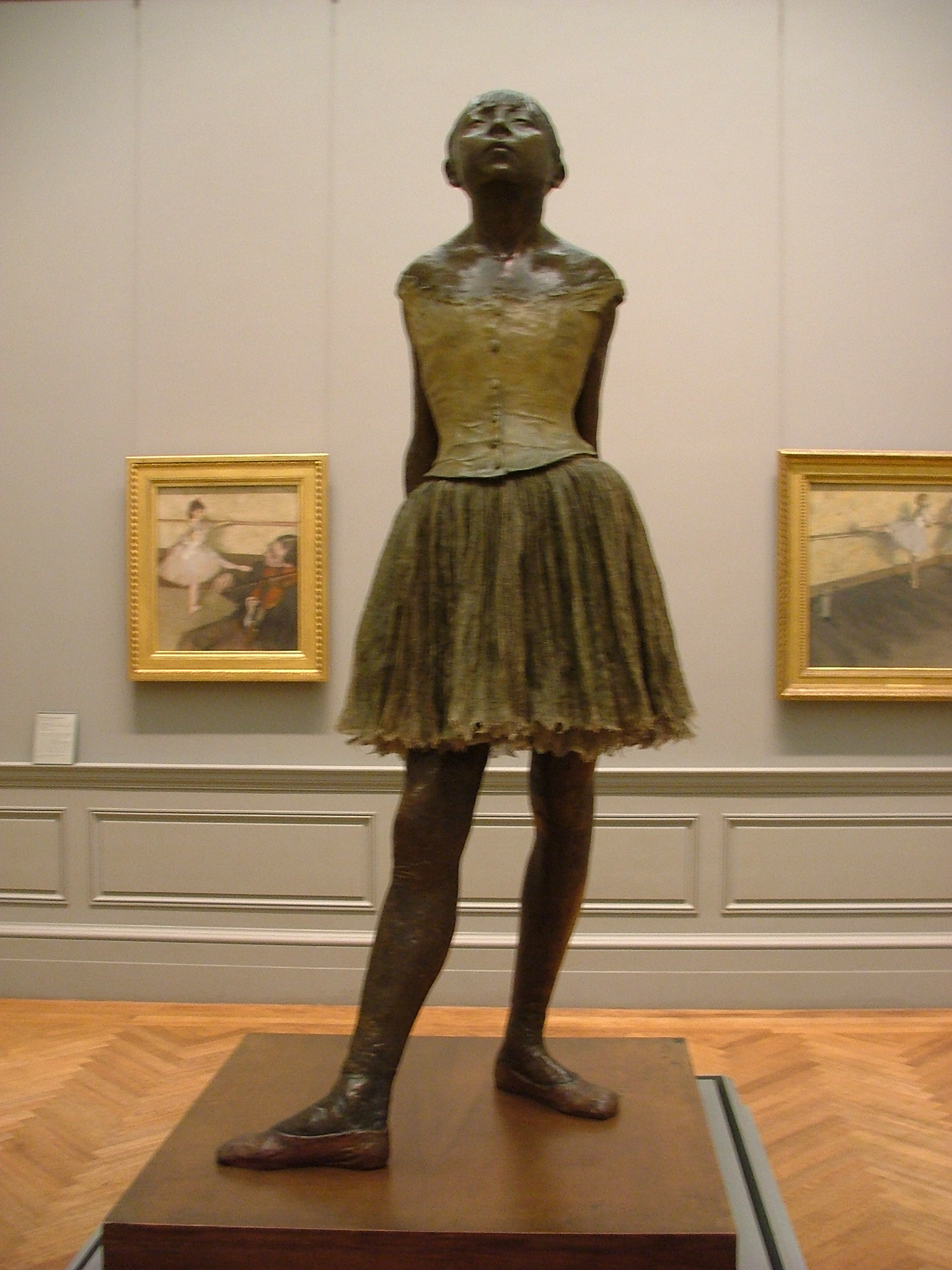
Czternastoletnia tancerka (1880, Metropolitan Museum of Art)
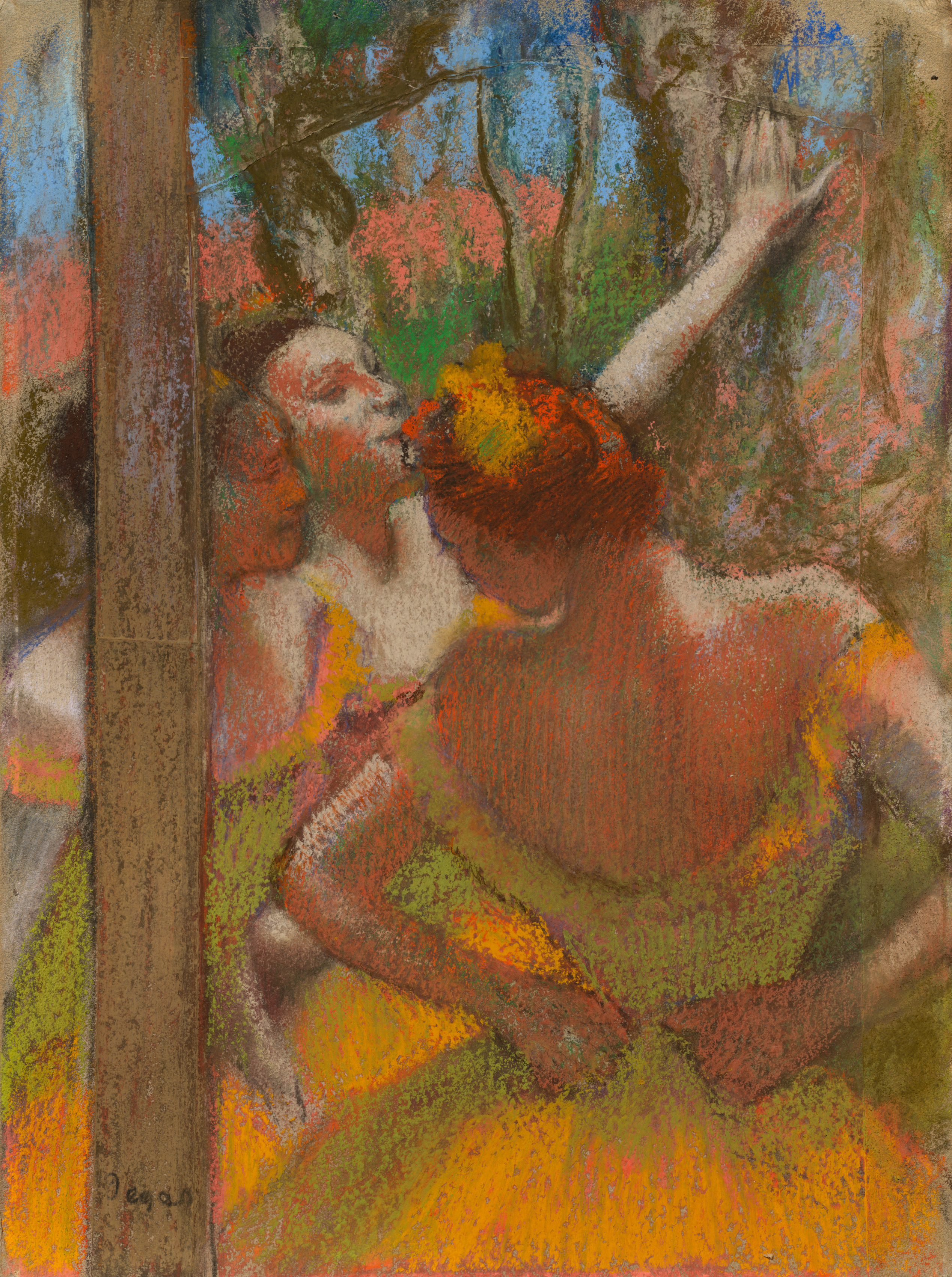
Tancerki (1896, Cleveland Museum of Art)